# Graham Bell (kněz)
Mons. Graham Bell (* 6. října 1964, Paisley) je skotský římskokatolický duchovní a podsekretář sekce pro novou evangelizaci Dikasteria pro evangelizaci.

## Život
Narodil se 6. října 1964 v Paisley.
Dne 22. května 1994 byl po studiu teologie kardinálem Camillem Ruinim vysvěcen na kněze a inkardinován do diecéze Řím.
Stal se koordinátorem sekretariátu Papežské akademie pro život.
Dne 21. srpna 2005 mu byl udělen titul Kaplan Jeho Svatosti.
Dne 13. května 2011 byl jmenován podsekretářem Papežské rady pro novou evangelizaci.
Dne 12. září 2015 mu byl udělen titul Prelát Jeho Svatosti.
Dne 5. června 2022 jej papež František jmenoval podsekretářem sekce pro novou evangelizaci Dikasteria pro evangelizaci.